# Мустафа Кемаль (станція)
41°00′22″ пн. ш. 28°46′26″ сх. д. / 41.006151821172° пн. ш. 28.773912459156° сх. д.
Станція Мустафа Кемаль (тур. Mustafa Kemal istasyonu), до 2013 року відома як станція Соуксу, — залізнична станція на лінії S-bahn Мармарай на вулиці Істасьон, на схід від озера Кючюкчекмедже, Кючюкчекмедже, Стамбул, Туреччина.
Станція була відкрита 4 грудня 1955 року для початку приміського сполучення між Сіркеджі та Халкали. 
 
У 2013 році станцію було закрито, коли приміське сполучення було тимчасово призупинено для відновлення залізниці та її станцій. 
Її було знесено та реконструйовано з очікуваною датою відкриття у 2015 році.
Однак через численні затримки станцію не відкрили до 12 березня 2019 року 

Станція Мустафа Кемаль розташована за 25,2 км від станції Сіркеджі та за 2,4 км від станції Халкали. 

## Сервіс
| Попередня станція | Лінія | Лінія    | Лінія | Наступна станція       |
| ----------------- | ----- | -------- | ----- | ---------------------- |
| Халкали           |       | Мармарай |       | Кючюкчекмедже до Гебзе |